# Grunion
Der Grunion (Leuresthes tenuis) ist ein maximal 20 cm langer Atherinopside (neuweltlicher Ährenfisch), der dadurch bekannt ist, dass sein Laichgeschäft mit Mondphasen koordiniert ist und „an Land“ erfolgt.

## Beschreibung
Es handelt sich beim Grunion um einen silbrigen, sehr langgestreckten (dünnen) Fisch der kalifornischen Pazifik-Küste (er kommt nur südlich der Monterey-Bucht vor). Der Rücken und ein Band entlang der Seiten sind graugrün oder bläulich. Der Fisch lebt in 0 bis 18 Metern Tiefe stets küsten- und oberflächennah gesellig von Plankton, allenfalls kleinen Jungfischen.
Flossenformel: D1 IV–VII, D2 I/8–10, A I/20–24, P 12–15, V I/5, C 17.
Die beiden Rückenflossen stehen ziemlich weit hinten, die erste ist klein, ihre Strahlen sind dünn und biegsam. Die kleinen Bauchflossen stehen etwas hinter dem Ende der Brustflossen. Die Afterflosse ist so lang wie beide Rückenflossen samt ihrem Abstand. Die Schwanzflosse ist zweilappig (die Lappen oft dunkel). Der fast bleistiftähnliche, aber biegsame Fisch hat 47–50 Wirbel und 6 Branchiostegalia. Der erste Kiemenbogen trägt innen oben 23–29 Branchiospinen, unten nur 5–7. Die Augen sind groß. Das Maul ist klein und praktisch zahnlos, der Oberkiefer (das paarige Prämaxillare) wird bei Maulöffnung stärker angehoben (ähnlich wie bei Papageien), ist aber nicht vorstreckbar, der Unterkiefer ist kurzer. Der Rumpf ist mit kleinen Cycloidschuppen bedeckt (ca. 60–70 entlang den Seitenlinien – von denen es je zwei gibt: eine dorsale und eine laterale, die aber beide nicht bis zur Schwanzflosse reichen – wohl im Zusammenhang mit der Grabetätigkeit). Der Rumpf ist leicht seitlich abgeflacht, der Kopf aber oben abgeflacht (depress), Stirn (dunkel) und Kiefer sind daher recht breit. Die Haut ist schlüpfrig (Name: griechisch leurόs „glatt“,esthēs „Gewand“).

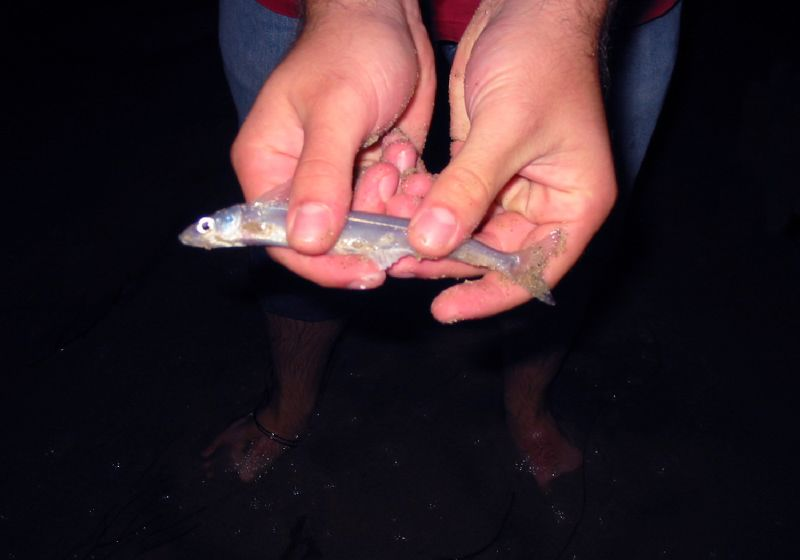
Ausgelaicht

## Verhalten
Es gibt nur wenige Lebewesen, deren Rhythmus so deutlich mit dem Mondumlauf verbunden ist (z. B. Palolowurm, die Rote Mangrovenkrabbe (Manarma moeschii)). Die Eiablage erfolgt im Frühling und Sommer (Februar bis August) einige Tage nach einer Neumond- (oder Vollmond-)Flut möglichst weit oben an Sandstränden (wo z. B. auch Pfeilschwanzkrebse (Limulus) oder Meeresschildkröten ihre Eier unterbringen; vgl. noch die Lodde (Mallotus villosus)). Die Fische schlängeln sich über die Reichweite der auflaufenden Wellen noch kurz hinaus und bewirken durch heftige Bewegungen (besonders mit dem Schwanz), dass möglichst viele Eier in den Sand eingegraben (und dabei vom das Weibchen umschlingenden Männchen befruchtet) werden. Das Verhalten hat den Vorteil, dass marine Fressfeinde den Laich nicht erreichen (wohl aber z. B. Asseln, Krabben, Vögel, Käfer, sogar Erdhörnchen) und der Sand oberhalb der Wasserlinie meist gut durchlüftet ist. Die Jungfische schlüpfen ca. 10–14 Tage später bei der nächsten Hochflut (das Schlüpfen wird durch Wellen, die den Sand bewegen, ausgelöst, kann aber gegebenenfalls auch zwei Wochen verschoben werden), werden von den Wellen erfasst und leben danach neustisch-nektisch.
Ein Weibchen kann acht Jahre alt werden und pro Saison bis zu viermal (je 1600 bis über 4000 Eier) ablaichen. Die Geschlechtsreife tritt bei ca. 10 cm Länge ein, also mitunter schon bei Fischen des Alters 1+. Die Männchen sind etwas kleiner als die Weibchen, die beim Laichen mitunter von mehreren Milchnern umfangen werden können. Das Laichspiel außerhalb des Wassers dauert eine halbe bis mehrere Minuten.
Die Eier sind ca. 2 mm groß (kugelig), ohne Anhänge (wie sonst nicht oft bei Atheriniformes) und enthalten eine bis über hundert gelbliche Ölkugeln. Sie müssen gegen Temperatur- und Salinitäts-Schwankungen sehr tolerant sein (entwickeln sich bei 10–28 °C – nicht aber in reinem Süßwasser).

## Gefährdung
Der Grunion ist ein volkstümlicher Fisch, dessen Laichgebaren alljährlich Schaulustige anlockt. Da er offenbar nicht sehr häufig ist (Genaueres ist noch immer unklar), ist er seit 1927 in Kalifornien (nunmehr auch lokal in Baja California) bis zu einem gewissen Grad geschützt – er darf z. B. nur mit der Hand gefangen werden. Das verhindert jedoch nicht, dass der Grunion als Beifang in den Netzen der Fischer endet. Seine Laichstrände stehen z. T. unter Schutz (was Umweltgifte aus der Landwirtschaft nicht abhält), der Laich darf nur für Unterrichtszwecke ausgegraben werden usw. Kommerzieller Fang war wegen geringer Dichte und Größe nie lohnend, der Grunion gilt aber als wohlschmeckend. Archäologische Otolithen-Funde zeigen, dass Grunions zur Laichzeit schon bei den Indianern ein beliebtes Nahrungsmittel darstellten. Selbstverständlich sind sie ein wichtiges Glied der Nahrungskette (z. B. als Futter für Möwen, Robben, Delphine und Raubfische).

## Verwandte
An der Ostküste von Niederkalifornien lebt die sehr ähnliche Art Leuresthes sardina (Jenkins & Evermann, 1889), die bis 25 cm lang wird und am Tage laicht. Die Trennung der beiden (jetzt guten) Arten erfolgte wahrscheinlich im Neogen. Mehrere Arten der Atherinopsidae sind dem Grunion eidonomisch und ökologisch recht ähnlich, wie top- und jacksmelt (Atherinopsis). Sehr ähnlich ist der „falsche Grunion“, Colpichthys regis Jenkins & Evermann, 1889. Die echten „smelts“ hingegen (Stinte (Osmeridae)) leben zwar ähnlich, sind aber Stomiati, also nur sehr entfernt verwandt – sie haben keine stachelige (vordere) Rücken-, aber eine Fettflosse; z. B. Mallotus villosus und Hypomesus.